# 毛利蔵人
毛利 蔵人（もうり くろうど、1950年5月20日 - 1997年1月13日）は日本の作曲家。出生名は平井祥治。

## 人物・来歴
兵庫県芦屋市に生まれる。生後１歳足らずで両親が離婚し養子に出されたが、大学受験で戸籍謄本を取り寄せるまでその事実を知らなかった。中学生の頃より独学でピアノと作曲を始めた。都立西高校に入学し、弦楽合奏クラブに入部。2～3ヶ月の独習でヴィオラやチェロを弾くようになる。同時に作曲への志向が強まった。京都大学受験に失敗し、高校卒業後は浪人生活に入ったものの、出生の事実を知ったことや受験失敗などの不運から精神を病んで入院し、結局進学することを諦めた。初め別宮貞雄に手紙を書いて作曲の教えを乞うも、別宮の提示した月謝を払えず断念し、次いで桐朋学園大学教授三善晃に月謝を払えぬことを予め詫びた上で教えを願い、三善からの紹介で桐朋学園大学図書館に勤めながら、1971年から翌年にかけて5、6回、三善晃の許で、習作の講評を受けつつオーケストレーションを学んだ。1973年、弦楽四重奏曲第1番で第42回日本音楽コンクール作曲部門3位に入賞。1995年、「三軒の家」で第6回奏楽堂日本歌曲コンクール作曲部門第1位を受賞。作曲家グループの深新会、アンサンブル・ヴァン・ドリアン等に参加。管弦楽曲、室内楽、歌曲、合唱曲などあらゆるジャンルの作品を書いた。また、映画、舞台、テレビ、ラジオなどの音楽も数多く手がけた。
さらなる才能の開花を期待されていたが、胃癌のため46歳という若さでこの世を去る。
とりわけ活躍が幅広く知られているのは、師匠の三善晃と共に作品に携わった、世界名作劇場の赤毛のアンの挿入歌（劇中音楽）を担当したことであろう。
そもそも毛利蔵人の名はペンネームであったが、後にこの名を本名として戸籍に登録した。毛利はモーリス・ラヴェルに、蔵人はクロード・ドビュッシーに因むものである。
武満徹のアシスタントとして武満の後期から晩年に至る時期の作品の肉筆浄書スコアの作成を多く手掛け、それらのスコアの隅には「K.Mori」のサインが遺されている。
また、芥川也寸志の晩年、映画やドラマの音楽の共作も手掛けた。

## 主要作品

### 管弦楽
- GROOM IS GLOOMY
- イン・プロセス・オブ・タイム～オーケストラと打楽器のための～

### 吹奏楽
- Surely You're Joking(ヤマハ吹奏楽団浜松委嘱作品)

### 室内楽
- 弦楽四重奏曲第一番
- 待ちながら（弦楽アンサンブル）
- 冬のために
- 2つのヴァイオリンのための「ディファレンス」
- テネブローソ・ジョルノ
- 帰り道に
- 五月の朝（室内オーケストラ）

### 独奏曲
- アナモルフォーズ（ギター）
- 3つの小品（ピアノ）

1. イベールに捧ぐ
2. 子守歌
3. アンビヴァランス

- 10のエチュード（ピアノ）

1. 点と線（素材の提供）
2. 増殖する点
3. 静
4. 増殖する線
5. 響き
6. 減衰する点
7. ハーモニックスとクラスター
8. 減衰する線
9. 動
10. コラール

### 歌曲
- 新川和江の三つの詩
- よしなしうた
- In a context
- 混声合唱曲「ひとりね―閑吟集より―」

### 映画
- 泥の河
- 疑惑（芥川也寸志と共作）
- 君は裸足の神を見たか
- 潤の街
- 伽椰子のために

### TV
- 赤毛のアン（主題歌作曲は三善晃）
- 武蔵坊弁慶（テーマ曲作曲は芥川也寸志）
- 信長 KING OF ZIPANGU